# جمعية طب الجلد في نيوزيلندا
جمعية طب الجلد في نيوزيلندا (بالإنجليزية: New Zealand Dermatological Society)‏ هي جمعية غير ربحيَّة معنيَّة بطب الجلد في نيوزيلندا، وتعرف أيضًا لموقعها الإلكتروني للتعليم العام بعنوان ديرم نت [الإنجليزية] الذي أُطلق عام 1996. هذه الجمعية عضوٌ في كلية الأطباء الأسترالية الملكية.

## روابط خارجية
- الموقع الرسمي